# Allarmont
Allarmont är en kommun i departementet Vosges i regionen Grand Est (tidigare regionen Lorraine) i nordöstra Frankrike. Kommunen ligger i kantonen Raon-l'Étape som tillhör arrondissementet Saint-Dié-des-Vosges. År 2022 hade Allarmont 209 invånare.

## Befolkningsutveckling
Antalet invånare i kommunen Allarmont
| Referens: INSEE |